# Tipton (Missouri)
Tipton è un comune degli Stati Uniti d'America, situato nello Stato del Missouri, nella contea di Moniteau.